# 늙은 동백의 영

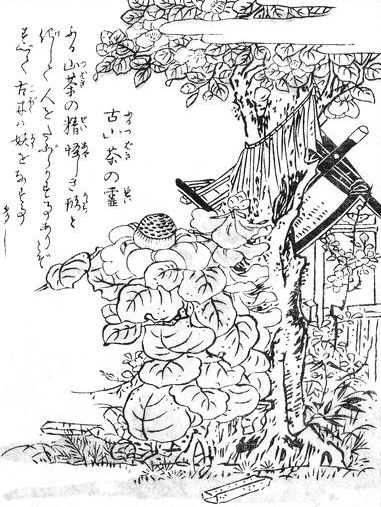
도리야마 세키엔, 『금석화도속백귀』의 「늙은 산다의 영」

늙은 동백의 영(일본어: 古椿の霊 후루츠바키노레이[*])은 일본 각지에 전하는 동백나무에 관한 전설이다.
도리야마 세키엔의 『금석화도속백귀』에는 늙은 산다의 영(古山茶の霊 발음은 같음[*])이라는 제목으로 그려져 있다. 산다란 동백나무의 다른 이름이다. 그림에는 “늙은 동백나무에 정령이 깃들어 괴목으로 변하여 사람을 홀린다”고 되어 있다. 분카 연간에서 분세이 연간까지 이러한 동백나무 괴담이 유행하여 이 시기의 민간전승이 많이 남아있다.
동백은 꽃이 질 때 꽃잎이 하나씩 떨어지지 않고 꽃송이가 통째로 떨어지는데, 이 모습이 마치 참수당한 사람의 목이 떨어지는 것 같다고 하여 일본에서는 동백을 불길하게 여겼다. 현대에도 병문안 선물로 동백꽃을 주는 것은 금기로 여겨진다. 이런 불길한 이미지 때문에 괴담이 생겨났다는 설이 있다.
다음은 일본 각지에 전하는 동백나무에 얽힌 음침한 전설들이다.
야마가타현의 전승
덴메이 시대에 야마가타성의 성하도시를 두 사람의 상인이 걷고 있었다. 도시를 벗어나 고갯길에 접어들 무렵, 웬 여자가 옆을 지나갔다. 여자가 한 상인에게 입김을 불자, 그 상인은 벌로 변해 버렸다. 여자는 옆길에 독하게 피어 있는 동백나무 속으로 사라졌고, 상인이었던 벌도 그 동백나무의 꽃에 빨려들어갔다. 이윽고 꽃이 뚝 떨어졌다. 동료 상인이 꽃을 주워 보니, 벌은 이미 죽어 있었다. 상인이 꽃을 들고 절에 가서 스님에게 사정을 이야기했다. 스님이 말하기를 예전부터 가도를 다니는 사람이 실종되었다는 이야기가 많았는데, 그 여자의 소행이 틀림없다는 것이었다. 스님은 벌이 되어버린 상인을 살리기 위해 열심히 경문을 외었으나 소용이 없자 벌과 동백꽃을 함께 매장했다.
아키타현의 전승
오늘날의 나카호시 키사카타에 있는 칸만지라는 절에 전해내려오는 전설이다. 누가 심야에 절 부근을 걷는데 경내에 있는 동백나무가 슬픈 목소리로 울었고, 며칠 뒤 절에 불행이 있었다. 이후에도 비슷한 괴이가 반복되자 그 동백나무는 절의 흉사를 예고하는 “밤에 우는 동백(夜泣き椿)”이라고 불리게 되었다. 이 동백나무는 지금도 현존하고 있으며, 수령이 700년에 이른다고 한다.
기후현의 전승
기후현 후와군 아오무케촌(오늘날의 오가키시)에서 일어난 일. 이 마을에 있는 고분을 발굴하자 낡은 거울과 뼈 등이 발견되었는데, 발굴자는 동티가 나서 죽어버렸다. 동네 사람들은 고분을 원복시키고 그 위에 동백나무를 심었다. 이후 밤에 그 고분 옆을 지나가면 동백나무가 미녀로 둔갑하여 길가에서 빛나고 있었다 한다. 후에 그 동백나무는 “도깨비동백(化け椿)”이라고 불리게 되었다.
구마모토현의 전승
히고국에는 목심방(木心坊 키신보[*])이라는 요괴가 전한다. 동백나무를 재료로 하여 절굿공이를 만들면 동백나무가 바케모노가 되어 생겨난다고 한다.